# Yerma czyli Bezpłodna
Yerma czyli Bezpłodna (hiszp. Yerma) – drugi chronologicznie wydany dramat z Trylogii Andaluzyjskiej Federico Garcii Lorki. Został on wystawiony po raz pierwszy w grudniu 1934 roku. Dramat został określony przez samego Lorkę jako „tragiczny poemat”. Sztuka opisuje tragiczną historię młodej kobiety zamieszkującej andaluzyjską wioskę i skupiającej się na jednym, ale niestety niemożliwym marzeniu, czyli posiadaniu potomstwa. Niespełnione pragnienie staje się jej obsesją, która w ostatniej scenie dramatu popycha ją do popełnienia zbrodni.

## Konstrukcja utworu
Utwór składa się z trzech aktów. Każdy akt podzielony jest na dwa obrazy (hiszp. cuadros). W polskim przekładzie Zofii Szleyen tłumaczka, zaraz pod tytułem, zaznacza, że Yerma czyli Bezpłodna jest dramatem tragicznym w trzech aktach i sześciu obrazach.

## Fabuła
Dramat zaczyna się w momencie w którym Yerma, która jest w związku małżeńskim z Juanem już od ponad dwóch lat, niecierpliwie oczekujea na pojawienie się potomstwa. Jej mąż jednak nie podziela jej pragnień. Ich małżeństwo było zaaranżowane przez ojca Yermy i zdaje się, że decyzja o zamążpójściu nie była do końca trafiona. W jednej z pierwszych scen Yerma spotyka na swojej drodze Wesołą Staruszkę (hiszp. Vieja), która pyta ją czy czuje pociąg fizyczny do swojego męża, ale Yerma nie jest w stanie udzielić jednoznacznej odpowiedzi. Przyznaje jednak, że kiedy miała ledwie 14 lat, Victor, miejscowy pasterz, pomógł jej przejść przez strumień i w tamtym momencie po raz pierwszy i ostatni poczuła do kogoś prawdziwy pociąg seksualny. 
Z upływem czasu kondycja psychiczna Yermy coraz bardziej się pogarsza. Bohaterka nie może się pogodzić z niemożnością zajścia w ciążę. Czuje się coraz bardziej samotna, bezużyteczna, odizolowana od świata i bezsilna. Mimo tego, charakter głównej bohaterki staje się bardziej hardy, a ona sama bardziej zdeterminowana, żeby osiągnąć swój cel. Udaje się więc do Dolores, zaklinaczki, która w przeszłości pomagała innym kobietom w zajściu w ciążę. Spotkanie odbywa się oczywiście w sekrecie i pod osłoną nocy. Dolores doradza jej odmawianie modlitw, które mają służyć jako remedium. Yerma znów odnajduje nadzieję. 
Kiedy Yerma już prawie postanawia wrócić do domu, w domu Dolores pojawia się Juan. Mąż Yermy jest oburzony i zarzuca żonie za częste wychodzenie z domu, które w tamtych czasach dla kobiet było niedopuszczalne. Staje się jasne, że Juan nie liczy się w żadnym stopniu z pragnieniami i staraniami Yermy. Co więcej, brak potomstwa mu odpowiada. 
W ostatnim akcie sztuki Yerma udaje się na obchody ludowej romerii, która odbywa się w górskiej pustelni. Tam też bohaterka udaje się w celu modlitwy do świętych o poczęcie dziecka i ponownie spotyka staruszkę, która pojawiła się na początku utworu. Kobieta oferuje jej własnego syna w celu poczęcia dziecka, jako że uważa, że problemowi Yermy z bezpłodnością winny jest jej zimny partner. Główna bohaterka odrzuca jednak jej propozycję i deklaruje, że nigdy nie byłaby w stanie posunąć się do zdrady, nawet jeśli miałoby to oznaczać spełnienie jej marzenia o urodzeniu dziecka. W tym momencie pojawia się Juan, jej mąż i oznajmia, że ma już dość słuchania lamentów Yermy. Co więcej, przyznaje, że wcale nie zależy mu na posiadaniu dzieci. Następnie doradza żonie aby porzuciła swoją fantazje i zaczęła godzić się z rzeczywistością. Bohaterka nie jest w stanie znieść słów męża ani jego obojętnego nastawienia, dlatego w przypływie pasji rzuca się na niego i dusi go. Juan umiera zamordowany przez swoją własną żonę. Dramat kończą niezwykle przejmujące słowa Yermy, która oznajmia, że „zabiła swoje własne dziecko".

## Postacie pierwszoplanowe i drugoplanowe
- Yerma - bohaterka tytułowa, to młoda, silna i honorowa kobieta, która za względów ekonomicznych wstąpiła w związek małżeński z Juanem. Pochodzi z biednej, wielodzietnej rodziny. Jej największym pragnieniem jest posiadanie potomstwa.

- Juan - mąż Yermy. Jest człowiekiem poważnym, silnym i zdecydowanym, posiada bardzo ukształtowane poglądy i nadzieje na przyszłość. Całkowicie oddaje się swoim obowiązkom związanym z pracą na roli. Nie zgadza się z Yermą w kwestii posiadania potomstwa, które w żadnym stopniu nie jest jego pragnieniem.

- María - jest przedstawiona w dramacie jako towarzyszką Yermy z którą to Yerma rozmawia o swoim pragnieniu macierzyństwa oraz trudach małżeństwa. Maria jest jedną z niewielu bohaterek dzieła, która współczuje głównej bohaterce bezpłodności oraz lituje się nad nią.

- Víctor - przyjaźnie usposobiony przyjaciel Juana, w dramacie wykazuje postawę wspierającą względem Yermy. Wbrew pozorom jest kluczowa postacią. Dzieje się tak ponieważ, mimo tego, że w samym utworze nie pojawia się często, jego osoba ma znaczenie metaforyczne: stanowi ucieleśnienie miłosnych pragnień Yermy.

- Wesoła Staruszka -  starsza kobieta, która zdaje się wiedzieć dużo na temat życia i tym doświadczeniem chętnie się z Yermą dzieli. Podczas swojego długiego życia była mężatką dwa razy oraz urodziła czternaścioro dzieci. Jako pierwsza przedstawia teorię mówiącą o tym, że brak dzieci w przypadku Yermy ma swoją przyczynę w braku fizycznego pociągu między nią i jej mężem.

- Dolores – zaklinaczka, do której w przypływie desperacji Yerma zwraca się o pomoc w sprawie swojej niepłodności.

## PublikacjaYermya sytuacja polityczna kobiet w Hiszpanii XX wieku
Sytuacja kobiet na początku XX wieku w Hiszpanii była trudna, a możliwości decydowania o swoim losie było ograniczone. Powszechne były małżeństwa aranżowane, a dostęp do edukacji kobiet był limitowany a samą kobietę przypisywało się tradycyjnie do ogniska domowego. Ich główną rolą miało być rodzenie i wychowywanie potomstwa. Nurt emancypacyjny dopiero zaczynał pojawiać się w świadomości społecznej. Wydanie Trylogii Andaluzyjskiej było przełomem w przedstawianiu postaci kobiecych. W kontekście Yermy, Lorka zdołał przedstawić bohaterkę, która była zdolna zbuntować się przeciw konwencjom społecznym i zewnętrznym naciskom, chcieć samodzielnie kierować swoim losem oraz sprzeciwić się swojemu mężowi. Podobne postawy kobiece pojawiły się zarówno w Krwawych Godach oraz w Domu Bernardy Alby. Bohaterki Lorki stają przed dylematem, czy ulec społecznym oczekiwaniom, czy też prowadzić życie na własnych warunkach - Yerma pragnie dziecka, ale pragnie także zachować o sobie dobrą opinię i pozostać kobietą honoru, dlatego nawet nie chce rozważać możliwości zdrady jako drogi do macierzyństwa. Jednak w sytuacji, w jakiej znajdują się bohaterki Lorki, ich dążenie do realizacji własnych pragnień nieodmiennie kończy się tragicznie: Yerma popełnia zbrodnię i ostatecznie pozbawia się szansy urodzenia dziecka.

## Przekłady literackie
Yerma doczekała się wielu przekładów na inne języki, między innymi na polski. Za przekład na polski odpowiedzialni byli uznani tłumacze tacy jak Zofia Szleyen czy Jarosław Marek Rymkiewicz.

## Ekranizacje
Pierwszą ekranizacją dramatu była węgierska produkcja z 1984 roku w reżyserii Baran Kabaya. W 1998 roku pojawiła się hiszpańska interpretacja filmowa sztuki w reżyserii Pilar Tavora. Produkcja inspirowana Yermą pojawiła się w 2017 roku i została wyreżyserowana przez Emilio Rusza Barrachinę.